# Оптовая генерирующая компания № 1
Оптовая генерирующая компания № 1 (ОГК-1) — российская энергетическая компания, созданная в результате реформы РАО «ЕЭС России». Полное наименование — Открытое акционерное общество «Первая генерирующая компания оптового рынка электроэнергии». Штаб-квартира — в Москве.
Основана в 2005 году. Упразднена в 2012 году.

## Собственники и руководство
Уставный капитал ОГК-1 перед реорганизацией был разделен на 65,5 млрд акций номиналом 57 копеек каждая, из них 56,02 % принадлежало Интер РАО, 19,13 % находилось под управлением ЗАО «Газпромбанк — Управление активами» (доверительное управление), 24,85 % принадлежало миноритарным акционерам. Рыночная капитализация на Московской бирже (30 июня 2012 года) — 42 млрд руб.

### Председатели совета директоров
- Аветисян Владимир Евгеньевич (март 2005 — апрель 2006)
- Макушин Юрий Павлович (апрель 2006 — июнь 2006)
- Аветисян Владимир Евгеньевич (июнь 2007 — 31 июля 2008)
- Смирнова Юлия Всеволодовна (31 июля 2008 года — 28 июля 2010)
- Ковальчук Борис Юрьевич (с 28 июля 2010)

### Генеральный директор
- Хлебников Владимир Викторович (21 марта 2005 года — 7 июля 2009 года).

## Деятельность
В ОГК-1 входили Пермская, Каширская, Уренгойская, Верхнетагильская, Нижневартовская и Ириклинская ГРЭС суммарной установленной мощностью 9531 МВт.

### Показатели деятельности
В 2008 году станциями компании было выработано 49 ТВт·ч электроэнергии (в 2007 году — 50 ТВт·ч). Общая численность персонала — 6,1 тыс. человек.
Выручка компании за 2008 год по РСБУ составила 46,6 млрд рублей (за 2007 год — 44,45 млрд руб.), чистая прибыль — 1,086 млрд рублей (1,7 млрд руб.)..
Выручка компании за 2007 год по МСФО составила 28,2 млрд руб. (23,2 млрд руб. в 2006 году), чистая прибыль — 2,4 млрд руб. (1,2 млрд руб. в 2006 году).